# 1701년 1월 잉글랜드 총선
이전 의회에서, 아우구스부르크 동맹전쟁이 끝나고 프랑스와의 적대관계가 청산되면서, 휘그당의 지지율이 하락했고 내분을 겪던 휘그당 내각이 결국 무너져 토리당 정부가 구성되었고, 토리당은 여세를 몰아 선거에서 승리한다.
선거과정에선, 지지 의원들을 확보하려는 동인도회사들의 개입이 있었다.
새로 구성된 의회는 하노버 가의 왕위계승 시도로 인해 1년도 안되어 해산된다.

## 선거 결과
| 정당   | 의석 수 |
| ------ | ------- |
| 토리당 | 249석   |
| 휘그당 | 219석   |
| 기타   | 45석    |
| 합계   | 513석   |